# Shahrestān-e Nehbandān
Shahrestān-e Nehbandān (persiska: شهرستان نهبندان, Shahrestān-e Nahbandān, نهبندان) är en delprovins (shahrestan) i Iran.   Den ligger i provinsen Sydkhorasan, i den östra delen av landet, 900 km sydost om huvudstaden Teheran.
Delprovinsen hade 51 449 invånare 2016.